# Коршанинково
Коршанинково (рос. Коршанинково) — присілок в Себезькому районі Псковської області Російської Федерації.
Населення становить 9 осіб. Входить до складу муніципального утворення Муніципальне утворення Себеж.

## Історія
Від 2015 року входить до складу муніципального утворення Муніципальне утворення Себеж.

## Населення
| 2001 | 2002 | 2010 |
| ---- | ---- | ---- |
| 6    | ↘2   | ↗9   |